# Rychowo
Rychowo (deutsch Groß Reichow) ist ein Dorf in der polnischen Woiwodschaft Westpommern und gehört zur Landgemeinde Białogard (Belgard) im Powiat Białogardzki.

## Geografische Lage
Rychowo liegt an der Straße von Białogard über Sławoborze (Stolzenberg) nach Świdwin (Schivelbein), einen Kilometer vor Podwilcze (Podewils).

## Wirtschaft
Groß Reichow war bis zum Kriege ein reines Gutsdorf mit bedeutender Milchwirtschaft.

## Geschichte
Groß Reichow gehörte bis 1945 zum Landkreis Belgard (Persante) und war über die Gemeinde Podewils in den Amts- und Standesamtsbezirk Rarfin integriert.

## Kirche
Kirchlich gehörte das Dorf zur Kirchengemeinde Klein Reichow, die mit der Kirchengemeinde Standemin das Kirchspiel Standemin bildete. Es lag im Kirchenkreis Belgard der evangelischen Kirche der Altpreußischen Union. Heute gehört Rychowo zum Kirchspiel Koszalin (Köslin) (Diözese Pommern-Großpolen) der polnischen Evangelisch-Augsburgischen Kirche.